# Platform de Witte Spelling
Het Platform de Witte Spelling is een informele contactgroep van oorspronkelijk tien partijen, die op 17 december 2005 gezamenlijk bekendmaakten het nieuwe Groene Boekje niet te volgen en later overgingen op de witte spelling.

## Leden
De platformdeelnemers van het eerste uur, die allen uit Nederland komen, zijn NRC Handelsblad, Trouw, de Volkskrant, Elsevier, HP/De Tijd, Vrij Nederland, De Groene Amsterdammer, NOS, Planet Internet en de vereniging van tekstschrijvers Tekstnet. Later hebben zich meer partijen aangesloten bij deze groep, al is er geen formeel verband. Enkele bekende namen zijn de Gay Krant, Medisch Contact en de VPRO Gids.

## Doel
Aanvankelijk bestond het idee dat men de Nederlandse minister van Ministerie van Onderwijs, Cultuur en Wetenschap ertoe wilde bewegen de officiële spelling zoals die was vastgelegd in het Groene Boekje van oktober 2005 niet in te voeren. Dat bleek geen reële optie, mede omdat het een uitsluitend Nederlands initiatief is: in Vlaanderen kreeg de witte spelling nooit voet aan de grond.
Na overleg met het Genootschap Onze Taal op 13 januari 2006 is besloten dat het platform zich achter het nog te verschijnen Witte Boekje van het genootschap zou scharen. In het najaar van 2006 zijn de genoemde partijen 'wit' gaan spellen.
Op 3 november 2023 stapte de NOS over op de 'groene' spelling.